# Nepal International
Die Nepal International sind offene internationalen Meisterschaften von Nepal im Badminton. Mit der Ausrichtung internationaler Titelkämpfe werden zum einen die Anstrengungen des Badmintonverbandes von Nepal manifestiert, der Sportart Badminton im Land zu weiterer Popularität zu verhelfen und zum anderen auch die Bemühungen des Badminton-Weltverbandes verdeutlicht, Länder, die bisher nicht im internationalen Turnierzyklus beteiligt waren, dort zu integrieren. Bei den bisher dokumentierten Austragungen des Turniers 2005 und 2008 wurden Punkte für die Badminton-Weltrangliste vergeben. Nationale Titelkämpfe gibt es in Nepal seit der Saison 1951/1952. 2019 wurde zusätzlich erstmals die Nepal International Challenge ausgetragen.

## Sieger
| Jahr      | Herreneinzel       | Dameneinzel                    | Herrendoppel                      | Damendoppel                   | Mixed                                               |
| --------- | ------------------ | ------------------------------ | --------------------------------- | ----------------------------- | --------------------------------------------------- |
| 2005      | Ahsan Qamar        | Renu Chandrika Hettiarachchige | Mir Tahir Ishaq Ahmed Waqas       | nicht ausgetragen             | Thushara Edirisinghe Renu Chandrika Hettiarachchige |
| 2006 2007 | nicht ausgetragen  | nicht ausgetragen              | nicht ausgetragen                 | nicht ausgetragen             | nicht ausgetragen                                   |
| 2008      | Chetan Anand       | Bibari Basumatary              | Valiyaveetil Diju Akshay Dewalkar | Jwala Gutta Shruti Kurien     | Valiyaveetil Diju Jwala Gutta                       |
| 2009 2015 | nicht ausgetragen  | nicht ausgetragen              | nicht ausgetragen                 | nicht ausgetragen             | nicht ausgetragen                                   |
| 2016      | Abhishek Yelegar   | Nguyễn Thùy Linh               | M. R. Arjun Shlok Ramchandran     | J. Meghana Poorvisha Ram      | Saurabh Sharma Anoushka Parikh                      |
| 2017      | Shreyansh Jaiswal  | Deng Xuan                      | Danny Bawa Chrisnanta Terry Hee   | Aparna Balan K. P. Sruthi     | Vighnesh Devlekar Harika Veludurthi                 |
| 2018      | Kunlavut Vitidsarn | Chananchida Jucharoen          | Supak Jomkoh Wachirawit Sothon    | Aparna Balan K. P. Sruthi     | Supak Jomkoh Supissara Paewsampran                  |
| 2019      | Yeoh Seng Zoe      | Malvika Bansod                 | Rohan Kapoor Saurabh Sharma       | Pooja Shrestha Nangsal Tamang | Venkat Gaurav Prasad Juhi Dewangan                  |
| 2020 2024 | nicht ausgetragen  | nicht ausgetragen              | nicht ausgetragen                 | nicht ausgetragen             | nicht ausgetragen                                   |